# 北海道妹背牛商業高等学校
北海道妹背牛商業高等学校（ほっかいどう もせうししょうぎょうこうとうがっこう、Hokkaido Moseushi Commercial High School）は、かつて北海道雨竜郡妹背牛町字妹背牛にあった。道立商業高等学校。

## 概要
女子バレーボール部は、1978年（昭和53年）に全国選抜優勝大会で優勝するなど北海道内で強豪であったが、地域の少子化や過疎化で生徒数が減少し、北海道教育委員会は2007年（平成19年）度以降の生徒募集停止を決定した。
存続を求める署名活動が行われる一方で町立化も検討されたが、生徒数の増加を見込めずに町の財政難から断念し、2009年（平成21年）3月に閉校した。
妹背牛町は、閉校後も体育館などを取り壊して野外運動場などを整備する計画を立案して2013年（平成25年）まで校舎などもそのまま残されたが、敷地などを無償で町へ譲渡することは困難として北海道教育委員会は解体の準備を始めた。

## 女子バレーボール部の実績
- 全国高等学校バレーボール選抜優勝大会
  - 優勝：1回（1978年）
  - 全国大会出場回数：12回
  - 全道大会出場回数：36回

- 全国高等学校総合体育大会
  - 全国大会出場回数：23回
  - 全道大会出場回数：36回

- 国民体育大会
  - 準優勝：2回（1977年・1979年）
  - 全国大会出場回数：10回

## 沿革
- 1949年（昭和24年） - 北海道妹背牛高等学校開校
- 1963年（昭和38年） - 道立に移管
- 1969年（昭和44年） - 北海道妹背牛商業高等学校と改称
- 2007年（平成19年） - 生徒募集停止[5]
- 2009年（平成21年） - 閉校[3][1]

## 著名な卒業生
いずれも女子バレーボール部出身。全国大会での優勝は前述の通り1度しかないが、吉原の活躍により多くの選手が後に続いた。
- 若生美喜子（バレーボール選手）
- 吉原知子（バレーボール選手）
- 庄司夕起（バレーボール選手）
- 加藤理絵（バレーボール選手）
- 清水亜寿里（バレーボール選手）